# Expression latine
Les expressions latines utilisées en français peuvent provenir de plusieurs sources.
Tout d'abord, de vraies locutions latines peuvent être passées telles quelles en français, par exemple :
- ad hoc ;
- a priori ;
- a posteriori ;
- cf. (abréviation de confer pour « référez-vous à... ») ;
- i. e. (abréviation de id est pour « c'est-à-dire ») ;
- etc. (et caetera).

D'autres résultent de dérivations impropres. Celles-ci consistent à changer la classe lexicale (la « nature ») des phrases latines de départ. Ainsi, dans « faire chanter un Te Deum », Te Deum est une expression latine qui n'a pas grand sens en soi. Une pratique ancienne désigne les prières chrétiennes par leurs premiers mots. Cette désignation s'applique aussi aux pièces musicales composées sur ces prières. Un Te Deum est une pièce musicale particulière composée sur la prière chrétienne dont les premiers mots sont Te Deum laudamus..., « Dieu, nous Te louons... ». L'expression, en se lexicalisant, s'est raccourcie, tandis que le sens de la phrase s'est perdu. Autre exemple : un vade-mecum (du latin vade mecum : « viens avec moi ») est un aide-mémoire ; le terme est lexicalisé au point de s'écrire « vadémécum » (orthographe de l'Académie de 1990).
Les jargons techniques ou scientifiques ont lexicalisé de nombreuses expressions latines : ex post, ex ante en économie ; terminus a quo, terminus ad quem dans les sciences historiques, etc.
Enfin, certaines expressions, toujours perçues comme latines, sont néanmoins incluses telles quelles dans la phrase française, par exemple « alea jacta est ».
Lorsque l'expression est suffisamment entrée dans le vocabulaire courant, il est d'usage de ne plus l'écrire en italique (ce qui est en principe le cas pour les expressions étrangères). Certaines sont à tel point lexicalisées qu'elles peuvent, toujours par dérivation impropre, devenir des noms (« un a priori ») ou prendre des accents. Il existe d'ailleurs des discussions concernant la possibilité d'écrire « un à priori » (le latin ne connaît pas les accents, proprement français).